# Kizzy Edgell
Kizzy Edgell (15 de agosto de 2002) es una persona inglesa dedicada a la actuación, conocida por su papel de Darcy Olsson en la serie para adolescentes de Netflix Heartstopper.

## Primeros años
Edgell nació el 15 de agosto de 2002 y es de Wandsworth, al sur de Londres. Asistió a la Orleans Park School y estudió psicología antes de dedicarse a la actuación.

## Carrera
Edgell hizo su debut televisivo interpretando a Darcy Olsson, un personaje lésbico, en la serie para adolescentes de Netflix Heartstopper, una adaptación del cómic de Alice Oseman. Su personaje es el interés romántico del personaje de Corinna Brown, Tara Jones. La primera temporada se estrenó en 2022. Edgell apareció, con otros miembros destacados del reparto de Heartstopper, en la portada de Attitude.

## Vida personal
Edgell se identificó en un primer lugar como una persona no binaria, usando únicamente el pronombre elle. En 2023 salió del armario como una persona trans masculina y queer, usando desde entonces los pronombres "elle" y "él".

## Filmografía
| Año           | Título                            | Papel        | Notas           |
| ------------- | --------------------------------- | ------------ | --------------- |
| 2022-presente | Heartstopper                      | Darcy Olsson | Papel principal |
| 2023          | Tudum: A Netflix Global Fan Event | Kizzy Edgell |                 |